# Raimund Berengar IV. (Barcelona)

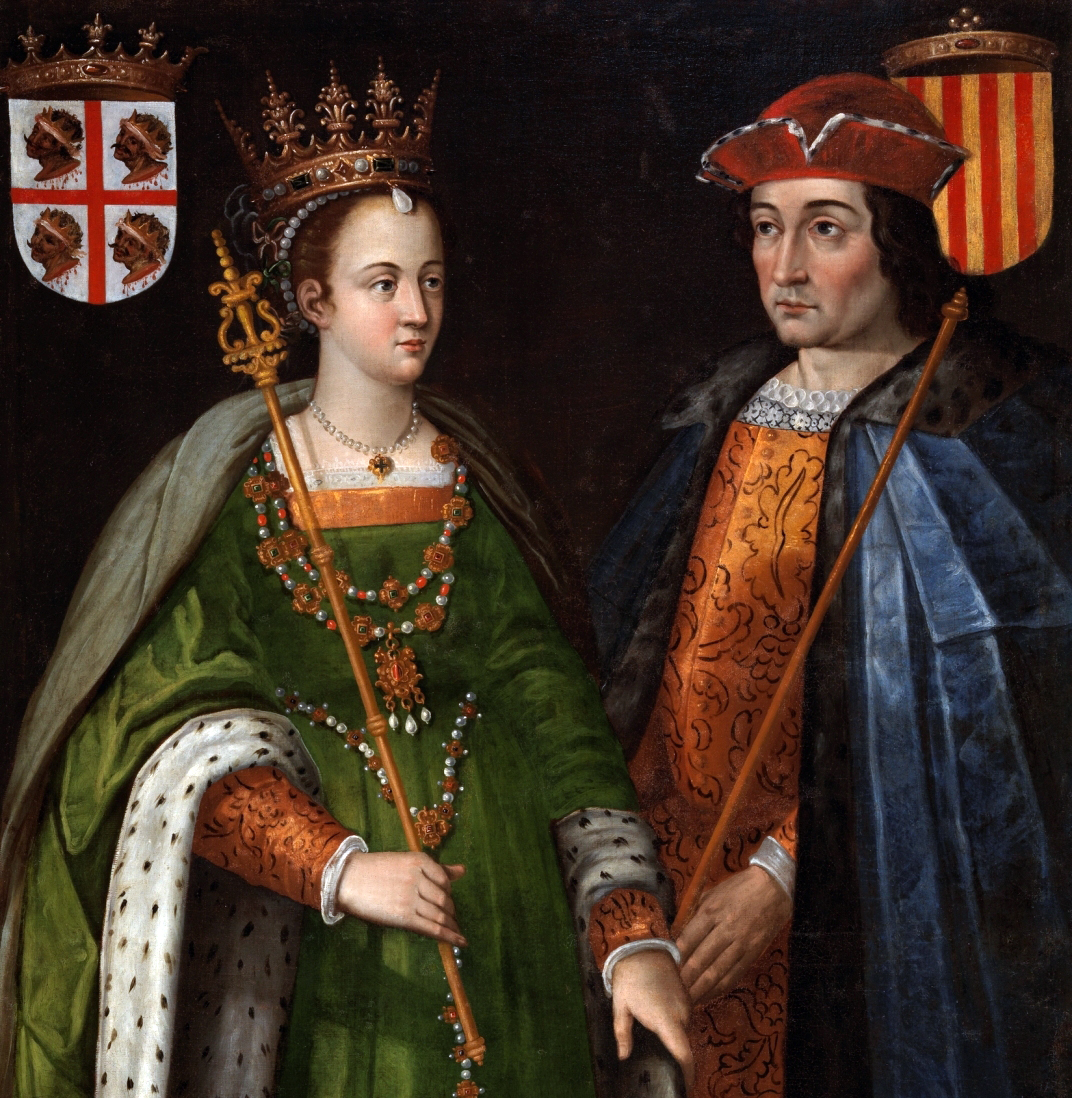
Raimund Berengar mit seiner Ehefrau Petronella, Gemälde aus dem Jahr 1634

Raimund Berengar IV., Graf von Barcelona (* um 1113; † 6. August 1162 in Borgo San Dalmazzo) war der älteste Sohn von Raimund Berengar III. dem Großen und dessen Gattin Dulcia von Gévaudan. Er folgte 1131 seinem Vater in den fünf katalanischen Ländern, einschließlich der Grafschaft Barcelona, während sein jüngerer Bruder Berengar Raimund I. von Provence († 1144) die Herrschaft in der Provence übertragen bekam.
Durch den Ehevertrag zwischen Raimund Berengar IV. und der erst einjährigen Petronella von Aragón (1136–1173), Erbin des Königreiches Aragón, entstand 1137 aus Aragón und den im 12. Jahrhundert mit Katalonien weitgehend identischen Ländern der Grafen von Barcelona eine bis 1516 bestehende, als Krone Aragón bezeichnete Staatengemeinschaft, die noch im 12. Jahrhundert zu einer der bedeutendsten Großmächte am Mittelmeer und auf der Iberischen Halbinsel aufstieg. 

## Leben

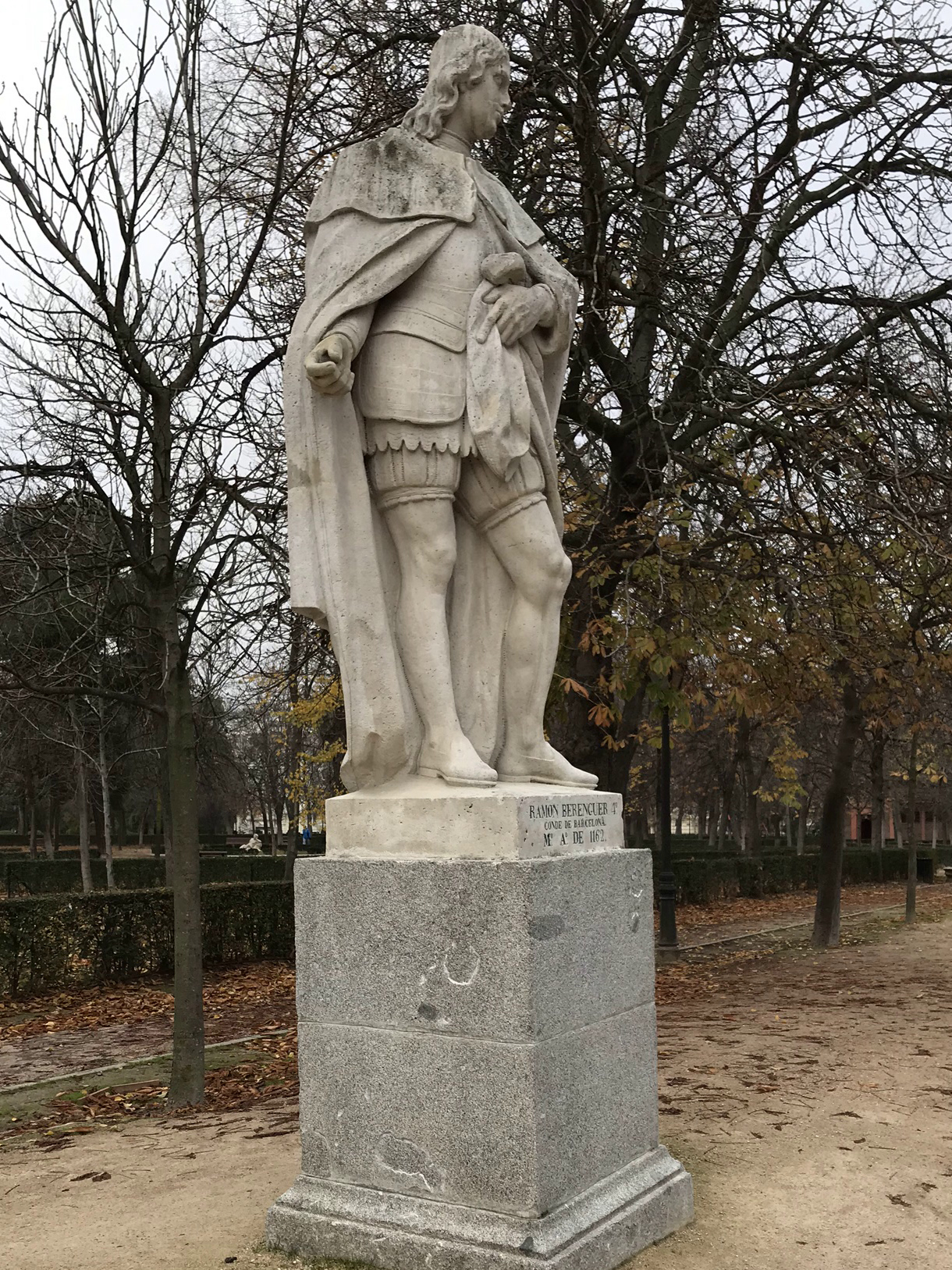
Raimund Berengar im Retiro-Park

Über Raimund Berengars Leben existiert keine zusammenhängende Darstellung eines mittelalterlichen Chronisten. Wichtige Ereignisse fanden allerdings Erwähnung in dem als Chronicon Adefonsi Imperatoris bezeichneten Bericht eines anonymen Autors über das Leben des Königs Alfons VII. von Kastilien und León, der seit 1128 in seiner ersten Ehe mit Berenguela von Barcelona, einer Schwester Raimund Berengars IV., verheiratet war. Außerdem lassen sich die politischen Entscheidungen des Grafen anhand überlieferter Urkunden nachweisen.
Im Jahr 1134 widersetzte sich der aragonesische Adel dem testamentarisch zum Ausdruck gebrachten Willen ihres verstorbenen Königs Alfons I., der sein Reich dem Heiligen Land zu vererben beabsichtigte. Der Adel krönte deshalb den letzten Angehörigen der Dynastie, Ramiro II., Alfons’ eigens aus dem Kloster geholten Bruder zum König von Aragón, der bald darauf mit Agnes von Poitou (1103–1160) verheiratet wurde und seine einzige Tochter Petronella zeugte. Bereits 1137 krönte der mit seinen Aufgaben als König überforderte Ex-Mönch seine Tochter zur Königin, um sich wenig später wieder ins Kloster zurückzuziehen. Da die einjährige Petronella ihre Herrschaftsrechte nicht selbst ausüben konnte, arrangierte Ramiro II. die Ehe seiner Tochter mit Raimund Berengar IV., dem Grafen von Barcelona, der während Petronellas Minderjährigkeit die Regentschaft im Königreich Aragón führen sollte. 
De facto kam auch nur der Graf von Barcelona als Regent des Königreichs Aragón und Ehemann für Petronella in Frage. Eine Regentschaft von Alfons VII., dem benachbarten König von Kastilien und León und größten Widersacher Aragóns, wurde ausgeschlossen, da mit Recht befürchtet wurde, dass Aragón seine Eigenständigkeit im Königreich Kastilien und León verlieren würde. Weil Navarra sich erst 1134 von Aragón trennte und um 1137 eine eigene Expansionspolitik betrieb, war auch der König von Navarra als möglicher Regent in Aragón unerwünscht. 
Die Eheschließung zwischen Petronella und Raimund Berengar führte zur Bildung eines bis 1516 bestehenden künstlichen Staatsgebildes, das als Krone Aragón firmierte. Aragonier und Katalanen lebten zwar unter unterschiedlichen Rechtssystemen, sie verfolgten eigene wirtschaftliche Interessen und sprachen auch keine gemeinsame Sprache, trotzdem stieg die Krone Aragón unter Raimund Berengars Sohn Alfons II. zur Großmacht am Mittelmeer und auf der Iberischen Halbinsel auf. Dies lag vor allem daran, dass beide Staatsteile aus der Union ihre Vorteile zogen. Aragonier und Katalanen konnten ihre kulturelle Eigenständigkeit bewahren, das Königreich Aragón erhielt einen Zugang zum Mittelmeer, und die Grafschaft Barcelona wurde vor dem Expansionsstreben Kastiliens geschützt. 
Die Grundlagen für die Stabilität des neuen Staates wurden während der Regentschaft von Raimund Berengar IV. geschaffen. Er besetzte ab 1145 fast alle Bischofsstühle mit seinen Vertrauten und richtete die Kirchenprovinz Tarragona als Bindeglied der katalanischen und aragonesischen Gebiete ein. Des Weiteren förderte er die neu entstandenen Ritterorden, insbesondere die Templer, sowie die Kanoniker von St. Ruf (Avignon), die er ab 1148 mit dem Aufbau einer Bistumsorganisation im wiedereroberten Tortosa beauftragte. Neben der kirchenpolitischen Ordnung schuf Raimund Berengar auch eine neu geordnete staatliche Verwaltung. Er ließ außerdem eine neue Rechtssammlung, die Usatges von Barcelona, zusammenstellen, die den Zusammenhalt der Krone Aragóns langfristig garantierte.
Weil das Testament von Alfons I. bewusst übergangen wurde, musste sich Raimund Berengar außenpolitisch um eine schnelle Aussöhnung mit dem sehr verärgerten Papsttum und den ebenfalls erzürnten Machthabern im Königreich Jerusalem bemühen. Bereits 1140 zahlte er den Hospitalrittern, den späteren Johannitern, eine Abfindung für deren entgangene Erbschaft. Diese Vereinbarung wurde 1141 vom Patriarchen von Jerusalem anerkannt, wobei dem Grafen von Barcelona großzügig erlaubt wurde, den Titel König von Aragón zu führen. Dies lehnte Raimund Berengar IV. jedoch ab, er nannte sich weiterhin schlicht und einfach Graf von Barcelona und Fürst (Princeps) von Aragón, möglicherweise nur aus Rücksicht auf die Päpste, die sein Königtum nach wie vor nicht anerkannten. Erst 1158 gestattete Papst Hadrian IV. Raimund Berengar, den Titel König von Aragón zu führen. 
Zwischen 1144 und 1150 übernahm der Graf von Barcelona für seinen Neffen Raimund Berengar III. die Vormundschaftsregierung in der Grafschaft Provence. Infolge des Aufrufes von Papst Eugen III. zum Zweiten Kreuzzug leitete 1147 Raimund Berengar IV. die Eroberung der muslimischen Taifa-Königreiche im Süden der Iberischen Halbinsel ein, von denen einige bis 1149 unterworfen worden. Des Weiteren eroberte er 1147 – gemeinsam mit Alfons VII. von Kastilien und León und einer verbündeten genuesisch-pisanischer Flotte – das Piratennest Almería und 1148 – erneut mit Hilfe einer genuesischen Flotte – Tortosa an der Ebromündung sowie die maurische Enklave Lérida. 1149/1150 soll Raimund von Barcelona den spanischen Ritterorden Orden del Hacha, auch als Ordre de la Hache, die Damen von der Axt oder Orden der Damen von der Axt bzw. Orden von der Axt bezeichnet, den Verteidigerinnen von Tortosa gestiftet haben, welcher ausschließlich aus Frauen bestand.
Raimund Berengar IV. suchte nach dem Tod seines Lehnsherren Alfons VII. († 1157) politischen Rückhalt beim englischen König Heinrich II., dessen französische Ländereien an den Pyrenäen endeten. Heinrich beabsichtigte, im Namen seiner Frau Eleonore die Ansprüche Aquitaniens auf die Grafschaft Toulouse durchzusetzen. Aus diesem Grund wurde 1159 in Blaye in der Gascogne eine politische Allianz zwischen dem englischen König und dem Grafen von Barcelona gebildet, wobei eine zukünftige Ehe zwischen Heinrichs Sohn Richard und einer Tochter Raimund Berengars, wahrscheinlich Dulce von Barcelona, beschlossen wurde. 
Die 1161 erfolgte Eheschließung seines Neffen Raimund Berengar III. von Provence mit der Piastin Richeza – Witwe des kastilischen Königs Alfons VII., Cousine Kaiser Friedrichs I. und (möglicherweise auch) Verwandte des staufischen Gegenpapstes Viktor IV. – führten zu Kontakten zum Heiligen Römischen Reich. Aufgrund des kirchlichen Schismas trachtete Friedrich Barbarossa seine Oberhoheit über den südburgundischen Raum auf eine neue, gefestigte Basis zu heben. Da die Grafen von Barcelona seit 1113 in der Grafschaft Provence und seit 1137 im Königreich Aragón regierten, galten sie als bedeutendste Machthaber im südfranzösisch-ostspanischen Raum. Sie standen außerdem im politischen Gegensatz zu lokalen Machthabern, insbesondere den Grafen von Toulouse. Dies führte zum Bündnis zwischen dem Kaiser und Raimund Berengar IV., dem daraufhin die Grafschaft Provence südlich der Durance verliehen wurde. 
Infolge des 1161 geschlossenen Bündnisvertrages zog Raimund Berengar IV. nach Italien, um Barbarossa bei dessen Kampf gegen das aufständische Mailand zu unterstützen. Allerdings verstarb der Graf von Barcelona wenige Tage vor dem geplanten persönlichen Treffen mit dem Kaiser am 6. August 1162 in Borgo San Dalmazzo. Dorthin begab sich einige Tage später Friedrich Barbarossa, um seinem verstorbenen Verbündeten, der danach in der gräflichen Grablege Santa Maria in Ripoll beigesetzt wurde, die letzte Ehre zu erweisen. Raimund Berengar III. von Provence erneuerte am 18. August 1162 den Vertrag mit dem Kaiser. Dagegen fühlte sich Alfons II. von Aragón, Sohn und Nachfolger Raimund Berengars IV. von Barcelona, nicht an den Vertrag gebunden. Er wechselte später ins Lager der Gegner Barbarossas.

## Nachkommen
Kinder aus der Ehe von Raimund Berengar IV. von Barcelona mit Petronella von Aragón:
- Pedro, Graf von Cerdanya, Carcassonne and Narbonne (* 4. Mai 1152 in Barcelona; † 1158 in Huesca)
- Alfons II. von Aragón (Alfons I. von Katalonien und Provence), genannt el Casto (der Keusche) oder der Trobador, geboren und getauft als Ramon Berenguer; (* 25. März 1157 in Huesca; † 26. April 1196 in Perpignan)
- Raimund Berengar IV., Graf von Provence, geboren als Pedro (* um 1158; † 5. April 1181 in Montpellier)
- Dulce von Barcelona oder Dolça Berenguer (* 1158/1159; † 1. September 1198 in Coimbra), sie heiratete später König Sancho I. von Portugal (den Besiedler)
- Sancho, Graf von Roussillon, Regent von Aragón (* 1161; † 1223 oder 1226)

unehelich:
- Berengar (* vor 1150; † 11. August 1213), Erzbischof von Narbonne